# 제1차 요서안
제1차 요서안(第一次 妖書案)은 명(明) 만력(萬曆) 연간 발생한 사건이다. '요서안(妖書案)'이라고 일컫는 일련의 사건의 첫 번째 사건이다. 국본지쟁(國本之爭)이 일으킨 동림당쟁(東林黨爭) 사건에서 비롯되었다.

## 개요
신종(神宗) 만력제(萬曆帝)가 신분히 미천한 공비(恭妃) 사이에서 황장자 주상락(朱常洛)을 낳았으나, 정궁(正宮)인 효단현황후(孝端顯皇后)에게는 아들이 없었고, 후에 정귀비(鄭貴妃)가 주상순(朱常洵)을 낳으면서 정귀비는 만력제의 총애를 받았다. 만력제는 주상순을 후사로 삼고자 했다. 명대 예법에 의하면 적자가 없으면 장자를 세워야 했기에 이때 조신들이 주상락을 동궁 황태자로 삼을 것을 강력히 주장했다. 이로 인해 군신 간에는 십 수 년 간의 대립이 발생하였다. 이후 형부시랑(刑部侍郞) 여곤(呂坤)이 『규범도설(閨範圖說)』을 편찬하자 사례감(司禮監) 병필태감(秉筆太監) 진만화(陳萬化)는 『규범도설』을 황궁에 보내었고, 만력제는 정귀비에게 주었다. 정귀비는 이름을 남기고자, 『규범도설』 중에 10여 명의 고금 후비들을 보충하게 하였고, 이중에 자신도 포함시키면서 중각하게 하였다. 이과급사중(吏科給事中) 대사형(戴士衡)은 이 책을 보고 여곤이 정귀비에게 아첨한다고 여겨 여곤을 탄핵하게 하였으나 만력제는 받아들이지 않았다.
만력26년(1598) '연산주동길(燕山朱東吉)'이라는 이름으로 여곤의 『규범도설』의 후기인 『우위횡의(憂危竑議)』 를 찬하였다. '연산주동길(燕山朱東吉)'은 '북경의 주(朱)씨 집안(즉 황실), 동궁(東宮, 황태자)이 길할 것'이라는 뜻이었다. 이 책에서는 정귀비가 자기 아들로 하여금 탈저(奪儲) 즉 황태자 자리를 빼앗아 오게 하고 여곤을 질책하였으며, 여곤과  정승은(鄭承恩), 장양몽(張養蒙), 위윤정(魏允貞) 등이 정귀비의 탈저를 지지한다고 하였다. 여곤은 노하여 사직하고 귀향하였다. 정귀비파의 관리들은 이 책이 이과급사중 대사형과 전초현지현(全椒縣知縣) 번옥형(樊玉衡)의 손에서 나왔다고 의심하였고, 만력제는 대사형을 광서(廣西) 염주(廉州)에, 번옥형을 광동(廣東) 뇌주(雷州)에 각각 유배 보내어 충군(充軍)하게 하였다.
어사(御史) 조지한(趙之翰)은 진언하여, 대학사(大學士) 장위(張位)가 주모자라고 보았다. 만력제는 장위를 파면하였고 장위와 가까운 예부시랑(禮部侍郞) 유초선(劉楚先)와 우도어사(右都御史) 서작(徐作)이 면직되었으며, 국자감좨주(國子監祭酒) 류응추(劉應秋)는 북경에서 출경(出京)되었고, 급사중(給事中) 양정란(楊廷蘭)은 예부주사(禮部主事) 만건곤(萬建昆)은 전사(典史) 직책으로 유배되어 충군되었다. 이것이 제1차 요서안이다. 몇 년 후 다시 제2차 요서안이 발생하였다.

## 같이 보기
- 국본지쟁
- 동림당
- 요서안
- 제2차 요서안
- 주상락
- 주상순

## 참고 문헌
- 朱孟陽, 『細說明代十六朝』, 京華出版社, 2005.
- 沈德符, 『萬曆野獲編』, 中華書局